# جي. دبليو. تمبل
جي. دبليو. تمبل هو سياسي أمريكي، ولد في 23 يونيو 1847 في هانوفرتون في الولايات المتحدة، وتوفي في 1917. نشط حزبياً في الحزب الجمهوري. وقد انتخب عضو مجلس نواب واشنطن ‏.